# Портман, Морис Видал
Морис Видал Портман (1860—1935) — британский морской офицер, наиболее известный тем, что в 1879—1901 годах изучил и умиротворил несколько андаманских племён.

## Биография
Аристократического происхождения. Родился в Канаде (на тот момент британской). В 16 лет поступил в Бомбейскую флотилию и некоторое время отвечал за яхту вице-короля. В июле 1879 переведён в Порт-Блэр на Андаманских островах, где занял пост офицера, ответственного за андаманцев (Officer in Charge of the Andamanese), который занимал более 20 лет с несколькими перерывами (с декабря 1880 по декабрь 1883 в отпуске по болезни, с марта 1887 по март 1888 был уволен в отпуск). Он сумел установить с туземцами дружественные отношения и умиротворить ранее враждебные племена, в том числе Онге с Малого Андамана, но, при необходимости, не колеблясь применял и силу.
Во время службы в Порт-Блэре Портман сделал множество фотоснимков андаманцев, некоторые из них за свой счёт для Британского Музея, другие за плату для британской администрации в Индии. Сейчас эти пластинки хранятся в нескольких музеях, возможно, некоторые из них до сих пор не опубликованы. Он также написал две книги: Notes of the Languages of the South Andaman Group of Languages (1898) и A History of Our Relations with the Andamanese (1899). Морис собрал ценную и обширную этнографическую коллекцию, сегодня находящуюся в Британском Музее.
В его некрологе сказано, что Портман страдал от слабого здоровья. В 1901 году он вышел в отставку как инвалид и вернулся в Великобританию, где занимался журналистикой и «некоторой ценной работой в секретной службе» во время Первой мировой войны. Был членом джентльменского клуба Union Club. Никогда не состоял в браке и не оставил наследников.

## Факт
Оставил краткую запись о кухне неконтактного народа сентинельцев, информация о котором остаётся крайне скудной и в XXI веке.